# Романов, Николай Фёдорович (военный)
Николай Фёдорович Романов (1916—1963) — участник советско-японской войны, командир танка 2-го батальона 171-й танковой бригады 15-й армии 2-го Дальневосточного фронта, Герой Советского Союза (08.09.1945), майор.

## Биография
Николай Фёдорович родился в крестьянской семье в деревне Мартыново ныне Краснохолмского района Тверской области 15 марта 1916 года. Окончив всего 5 классов, устроился на работу бригадиром тракторной бригады.
Был призван в танковые войска Красной Армии в 1937 году. Служил на Дальнем Востоке. В 1941 году в восточной части страны встретил начало Великой Отечественный войны. В 1941 году окончил курсы младших лейтенантов. В 1943 году стал членом КПСС.
С августа 1945 года принимал активное участие в боях против японских войск за Фуцзинский укрепленный район и город Фуцзинь (Китай).
11 августа 1945 танковый батальон, в котором в звании лейтенанта служил Романов, прикрывал продвижение советских войск. Несмотря на существенные повреждения танка, экипаж под руководством Романова на протяжении шести часов продолжал вести бой, ожидая поддержки главными силами батальона.
Получил звание Героя Советского Союза Николай Фёдорович Романов по Указу Президиума Верховного Совета СССР от 8 сентября 1945 года. Также был награждён орденами Ленина, Красной Звезды.
После войны остался в армии, закончил в 1949 году Высшую офицерскую школу. Несколько лет был комендантом гарнизона в Калининградской области. С 1957 в звании майора Николай Фёдорович ушёл в запас. Остаток жизни провёл в Калининграде, где умер в возрасте 47 лет. Был похоронен в Калининграде.

## Память
В 2015 году его имя было увековечено на отдельном гранитном пилоне Аллеи Героев в Сквере Победы в Биробиджане.